# Pasquale Gagliardi
Pasquale Gagliardi (Tricarico, 8 dicembre 1859 – Tricarico, 11 dicembre 1941) è stato un arcivescovo cattolico italiano.

## Biografia
Nasce a Tricarico, piccolo comune dell'allora distretto di Matera, nella provincia della Basilicata, appartenente al Regno delle Due Sicilie, nonché sede vescovile suffraganea dell'arcidiocesi di Acerenza e Matera, l'8 dicembre 1859.
Entra nel seminario diocesano nel momento in cui Pio IX nomina vescovo di Tricarico il trentenne nobile napoletano Camillo Siciliano, conte di Rende, che vi rimane soltanto due anni, dal 1877 al 1879, per poi essere promosso arcivescovo di Benevento.
Viene inviato a Roma, alunno dell'Almo Collegio Capranica, dove ha studiato anche il suo vescovo, frequentando la Pontificia Università Gregoriana, dove si laurea in Filosofia e in Teologia, venendo ordinato sacerdote il 22 dicembre 1883.
Rientra a Tricarico, ma ben presto viene chiamato dal card. di Rende, che, dopo essere stato, per cinque anni, nunzio apostolico in Francia, è tornato nella sua sede di Benevento, che ha conservato pur risiedendo a Parigi, rivestito della porpora cardinalizia ricevuta da Leone XIII il 14 marzo 1887.
Di Rende lo nomina rettore del Seminario arcivescovile e del Santuario di Maria Santissima delle Grazie, una delle più importanti chiese della città, che viene aperta al pubblico il 21 giugno 1893.
Ricopre tale incarico fino al 1897 quando, un mese prima dell'improvvisa morte del cardinale, avvenuta il 16 maggio nell'abbazia di Montecassino, viene promosso da Leone XIII, nel concistoro segreto del 19 aprile, a soli 37 anni, alla sede metropolitana di Manfredonia, cui è unita l'amministrazione perpetua di Vieste.
Il 25 aprile di quell'anno viene consacrato dal cardinale Vincenzo Vannutelli, arciprete della Patriarcale Basilica Liberiana.
È co-consacrante, il 28 giugno 1903, del benedettino Anselmo Filippo Pecci, nuovo vescovo di Tricarico, e, il 18 gennaio 1920, di Pasquale Mores, vescovo di Nusco.
Pio XI lo nomina assistente al Soglio Pontificio il 22 maggio 1922.
Nel mese di maggio del 1928 il Santo Offizio, guidato da Mons. Carlo Perosi, poi cardinale,  ordinò una visita apostolica a carico dell'arcivescovo di Manfredonia, Mons. Pasquale Gagliardi.
Tale compito fu affidato a mons. Giuseppe Bruno, funzionario della Congregazione del Concilio.
Mons. Bruno raccolse le testimonianze dei preti della archidiocesi.
Il risultato di tale visita ispettiva fu la proposta dell'allontanamento di mons. Gagliardi dalla archidiocesi di Manfredonia, che avverrà per dimissioni volontarie, richieste dai cardinali della Congregazione del Concilio nel 1929. (Mischitelli, 494-5)
Il 1º ottobre 1929 rinunzia al governo pastorale dell'arcidiocesi e viene trasferito alla sede arcivescovile titolare di Lemno, tornando a vivere a Tricarico, dove muore, a 82 anni, l'11 dicembre 1941.
Contemporaneamente alla sua rinunzia il milanese Alessandro Macchi, vescovo di Andria, diviene amministratore apostolico sede vacante di Manfredonia e Vieste, incarico che continua a ricoprire anche dopo la nomina, nel concistoro segreto del 30 giugno 1930, a vescovo di Como.
Esattamente un anno dopo, il 30 giugno 1931, Pio XI elegge un nuovo arcivescovo di Manfredonia ed amministratore perpetuo di Vieste nella persona di Andrea Cesarano, vicario generale del vicariato apostolico di Costantinopoli.
Il nome di mons. Pasquale Gagliardi è ricordato come quello di uno dei maggiori oppositori ed irriducibili oppositori fin fino alla propria morte corporale del "supposto mercimonio tra l'accumulo di,confutate,non fondate,o poco fondate, accuse, polemiche,requisotiere alla persona,al convento stesso,i frati,alla provincia francescana minore cappuccina di San Michele Arcangelo,ai contaati,sostenitori,amicii" che venne abbastanza presto primariamente,e co-primariamente alle persone al suo intorno, alla figura del OFM CAPP (francescano) frate minore cappuccino padre Pio da Pietrelcina (1887-1968), al secolo Francesco Forgione, ora San Pio da Pietrelcina, vissuto, dal 1916 alla morte, presso il Convento di Santa Maria delle Grazie a San Giovanni Rotondo, sul Gargano, nel territorio dell'arcidiocesi di Manfredonia.

## Genealogia episcopale
La genealogia episcopale è:
- Cardinale Scipione Rebiba
- Cardinale Giulio Antonio Santori
- Cardinale Girolamo Bernerio, O.P.
- Arcivescovo Galeazzo Sanvitale
- Cardinale Ludovico Ludovisi
- Cardinale Luigi Caetani
- Cardinale Ulderico Carpegna
- Cardinale Paluzzo Paluzzi Altieri degli Albertoni
- Papa Benedetto XIII
- Papa Benedetto XIV
- Cardinale Enrico Enriquez
- Arcivescovo Manuel Quintano Bonifaz
- Cardinale Buenaventura Córdoba Espinosa de la Cerda
- Cardinale Giuseppe Maria Doria Pamphilj
- Papa Pio VIII
- Papa Pio IX
- Cardinale Alessandro Franchi
- Cardinale Giovanni Simeoni
- Cardinale Vincenzo Vannutelli
- Arcivescovo Pasquale Gagliardi